# DEF.DIVA
DEF.DIVA（デフ.ディヴァ）は、元モーニング娘。の安倍なつみ・後藤真希・石川梨華、及びソロ歌手の松浦亜弥の計4人で結成されたハロー!プロジェクトのヴォーカルユニット。

## 概要
- つんく♂（シャ乱Q）曰く、DEF.は英語で最高の、いかす（〔形〕definitiveの短縮形）。DIVAはイタリア語で（オペラの）主役女性歌手；プリマドンナという意味があり、2か国語の造語。
- 結成第一報はインターネット通販のCDリリース情報で、2005年9月5日にオフィシャルウェブサイトで発表された。
- 年末のスペシャルユニットは、これまでのごまっとう（2002年）、後浦なつみ（2004年）に続き3つ目で、後藤と松浦はその全てに参加している。
- メンバーがソロ又はグループのレーベルは、ピッコロタウン（後藤、石川：美勇伝）、zetima（松浦）、hachama（安倍）に分かれるが、このユニットはzetimaレーベルからリリースされている。
- 2005年の第56回NHK紅白歌合戦は松浦亜弥&DEF.DIVAとして出場した。
- シングル「好きすぎて バカみたい」がオリコン週間シングルチャート（2005年10月31日付）で初登場1位を獲得した。ハロー!プロジェクトの作品が首位となるのはモーニング娘。の「AS FOR ONE DAY」以来約2年半ぶり。初動売上枚数および累計売上枚数はAAAの「MIRAGE」が記録更新するまでオリコン1位獲得曲中での最小記録であった。
- 「DEF.DIVAと楽天イーグルス応援隊」名義で東北楽天ゴールデンイーグルスの2006年新公式応援歌「LET'S GO 楽天イーグルス」を歌う。CDは一般のCDショップでは販売されず、Web販売の楽天イーグルスオフィシャルショップ及びハロー!プロジェクトオフィシャルショップなどでのみ販売された。この曲には「楽天イーグルス応援隊」としてつんく♂、カントリー娘。、及びメロン記念日がコーラスで参加している。
- 2006年7月に2006年バレーボール世界選手権のオフィシャルサポーターを務めるWaT×ハロー!プロジェクトに参加することが発表された。なお、松浦は「ごまっとう」でも一緒だった藤本美貴とGAMを結成していたが、活動は並行して行なっていたというわけで、これが後継ユニットということにはならない。
- 2006年9月3日にフルキャストスタジアム宮城で行われた東北楽天ゴールデンイーグルス対福岡ソフトバンクホークス戦において「ハイタッチでのお出迎え」イベントやスペシャルライブなどを実施した。
- 2007年10月28日に後藤真希がハロー!プロジェクトを卒業した事により、事実上の活動休止となる。
- 2009年3月31日に安倍なつみ、石川梨華、松浦亜弥がハロー! プロジェクトを卒業した。

## 音楽

### シングル
1. 好きすぎて バカみたい（2005年10月19日 EPCE-5381）
2. LET'S GO 楽天イーグルス（「DEF.DIVAと楽天イーグルス応援隊」名義、プロ野球 東北楽天ゴールデンイーグルス 2006年公式応援歌）

### コンピレーションアルバム
- プッチベスト6（2005年12月21日）
- プッチベスト7（2006年12月20日）
- ハロー!プロジェクト スペシャルユニット メガベスト（2008年12月10日）

### DVD
- プッチベスト6 DVD（2005年12月21日）
- プッチベスト7 DVD（2006年12月20日）

## NHK紅白歌合戦出場歴
| 年度/放送回               | 回 | 曲目                                             | 出演順 | 対戦相手 | 備考                                  |
| ------------------------- | -- | ------------------------------------------------ | ------ | -------- | ------------------------------------- |
| 2005年（平成17年）/第56回 | 初 | 気がつけば好きすぎて♪ 盛り上がって♪LOVEマシーン! | 05/29  | コブクロ | 松浦亜弥・モーニング娘。 と合同で出演 |

注意点
- 出演順は「出演順/出場者数」で表す。